# Роппонги
Роппонги (яп. 六本木, «шесть деревьев») — квартал специального района Минато в Токио, Япония. Известен как бизнес-центр и центр ночной жизни. Многие посольства расположены в Роппонги, и в ночной жизни квартала активно участвуют иностранцы. Квартал находится в южной части кольца линии Яманотэ, к югу от Акасаки и к северу от Адзабу.

## История
Название квартала буквально означает «шесть деревьев», оно появилось около 1660-х. Деревья — шесть больших и старых дзелькв — отмечали квартал. Первые три были срублены, а остальные уничтожены во время Второй мировой войны. Другая легенда гласит о том, что «роппонги» — это шесть даймё, которые жили неподалёку в период Эдо, и у каждого в имени был иероглиф «дерево», или вид дерева. Роппонги был малонаселён до реставрации Мэйдзи, однако в квартале всегда было оживлённое движение. Также в Роппонги в 1626 году была кремирована жена сёгуна Токугава Хидэтады.
В 1890 году третья гвардия Императорской армии Японии была переведена близ Роппонги (сегодня там расположено тихоокеанское бюро газеты Stars and Stripes). Солдаты вызвали рост ночных клубов, замедлившийся из-за Великого землетрясения Канто, которое сравняло район с землёй в 1923 году. С 1878 по 1947 год Роппонги относился к кварталу Адзабу.
После Второй мировой войны, во время которой Роппонги был снова уничтожен, на этот раз бомбардировками, армия США и силы Союзников заняли несколько зданий в этом квартале, положив начало репутации Роппонги как квартала гайкокудзинов. Около американских военных объектов появились бары, рестораны, ночные клубы и публичные дома, которые посещали как солдаты, так и японцы.
С 1960-х Роппонги начинает привлекать посетителей своей диско-сценой, но многие клубы закрылись в рецессию, последовавшую за обвалом рынка в 1989 году.
Роппонги стал быстро расти в 2002—2003 годах, когда были построены многоэтажные комплексы Izumi Garden Tower и Roppongi Hills. Благодаря им Роппонги стал превращаться в бизнес-центр. Тенденцию продолжили башня Tokyo Midtown и отель Ritz-Carlton.

## Ночная жизнь
В Роппонги расположено множество баров, ночных клубов, стрип-клубов, ресторанов, клубов с хостес, кабаре и другие увеселительные заведения. Роппонги любим иностранными специалистами, студентами, бизнесменами, а также американскими военными в увольнительной.
Клубы Роппонги бывают любых размеров, причём некоторые крупные заведения, связанные с якудза, закрываются правительством. Также в квартале находится несколько клубов, где выступают иностранные исполнители.

## Преступность
У Роппонги в прошлом была дурная слава квартала с большим количеством якудза, как в качестве клиентов, так и владельцев или рэкетиров бизнеса. Несмотря на то, что их влияние в Роппонги всё ещё ощущается, они перенесли центр активности из этого квартала.
В 2006 году нигерийские иммигранты начали открывать в Роппонги бары и ночные клубы, которые агрессивно рекламировали. В 2009 и 2010 годах имела место серия ограблений предварительно опьянённых посетителей «нигерийских» баров, в результате чего посольство США стало предостерегать своих граждан от посещения некоторых баров Роппонги. Расследование газеты Japan Times в июле показало, что, хотя спаивание клиентов имело место, обычно никаких преступных целей оно не преследовало, а такие же претензии предъявляли клиенты не-«нигерийских» баров, где владельцы смешивали напитки со спиртом для увеличения прибыли.

## Экономика
Главные офисы Mori Building Company (яп. 森ビル株式会社 мори биру кабусики-гайся) и The Pokémon Company расположены в Роппонги, в Башне Мори.
Кроме того, в Роппонги находятся:
- Anderson Mori & Tomotsune — одна из «Большой четвёрки юридических фирм»;
- Ferrari Japan
- Genco — аниме-студия
- Yahoo! Japan
- Google Japan[12]
- TV Asahi

Несколько международных компаний также имеют офисы в Роппонги, среди них банки Credit Suisse, Goldman Sachs, State Street Corporation, производитель Gorilla glass Corning Incorporated, а также юридические фирмы Allen & Overy, Davis Polk & Wardwell, Orrick, Herrington & Sutcliffe and Skadden, Arps, Slate, Meagher & Flom.
В декабре 1983 года штаб-квартира Bandai Visual переехала в Роппонги, но в мае 1985 переместилась в Сибую.

## Железнодорожные станции
- Роппонги (линия Хибия (H-04) и линия Оэдо) (E-23);
- Роппонги-Иттёмэ (линия Намбоку) (N-06);
- Ногидзака (линия Тиёда).

## Образование
В квартале находятся государственные начальные и средние школы под управлением Образовательного управления Минато. Школы высшей ступени находятся в ведении Токийского образовательного управления.